# Lamprogaster austeni
Lamprogaster austeni är en tvåvingeart som beskrevs av Sharp 1899. Lamprogaster austeni ingår i släktet Lamprogaster och familjen bredmunsflugor. Inga underarter finns listade i Catalogue of Life.